# 攝政王劇院

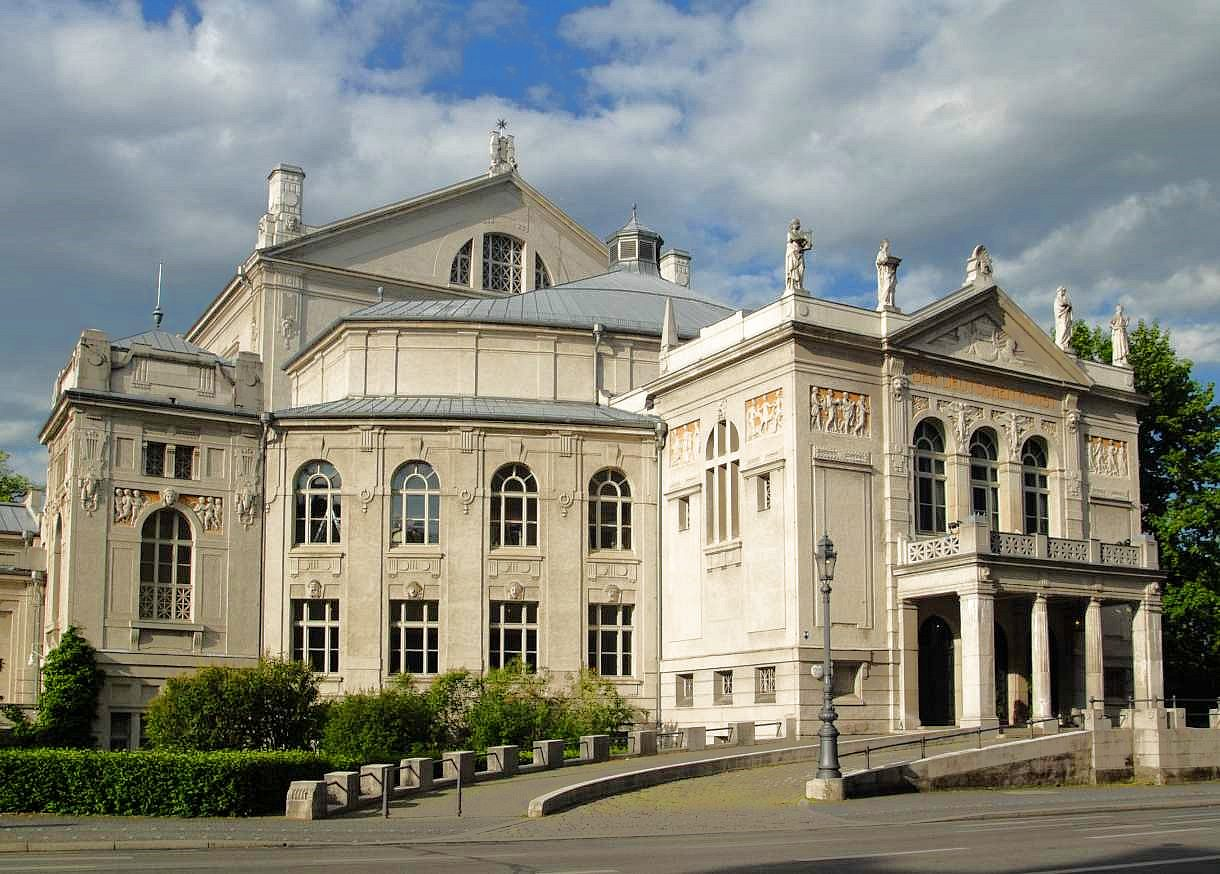
攝政王劇院

攝政王劇院（Prinzregententheater）是德國巴伐利亞州首府慕尼黑的一座劇院建築。攝政王劇院得名於巴伐利亞王國攝政王柳特波德。劇院開幕於1901年8月21日。二戰期間，該建築曾被破壞。1988年，建築得到修復。